# ایتالیا در المپیک تابستانی ۱۹۱۲
ایتالیا در بازی‌های المپیک تابستانی ۱۹۱۲ که در شهر استکهلم سوئد برگزار شد، کاروان ایتالیا با ۶۱ ورزشکار در این رقابت‌ها شرکت کرد و موفق به کسب ۶ مدال (۳ طلا، ۱ نقره، ۲ برنز) شد. در جدول رتبه‌بندی توزیع مدال‌ها، ایتالیا در ردهٔ ۱۱ مسابقات قرار گرفت.